# Seznam šahovskih velemojstrov
Seznam šahovskih velemojstrov.

## Seznami
- seznam ameriških šahovskih velemojstrov
- seznam andorskih šahovskih velemojstrov
- seznam argentinskih šahovskih velemojstrov
- seznam armenskih šahovskih velemojstrov
- seznam avstralskih šahovskih velemojstrov
- seznam avstrijskih šahovskih velemojstrov
- seznam azerbajdžanskih šahovskih velemojstrov
- seznam belgijskih šahovskih velemojstrov
- seznam beloruskih šahovskih velemojstrov
- seznam bolgarskih šahovskih velemojstrov
- seznam šahovskih velemojstrov iz Bosne in Hercegovine
- seznam brazilskih šahovskih velemojstrov
- seznam britanskih šahovskih velemojstrov
- seznam češkoslovaških šahovskih velemojstrov
- seznam čilskih šahovskih velemojstrov
- seznam estonskih šahovskih velemojstrov
- seznam filipinskih šahovskih velemojstrov
- seznam francoskih šahovskih velemojstrov
- seznam grških šahovskih velemojstrov
- seznam gruzijskih šahovskih velemojstrov
- seznam hrvaških šahovskih velemojstrov
- seznam indijskih šahovskih velemojstrov
- seznam indonezijskih šahovskih velemojstrov
- seznam irskih šahovskih velemojstrov
- seznam islandskih šahovskih velemojstrov
- seznam italijanskih šahovskih velemojstrov
- seznam izraelskih šahovskih velemojstrov
- seznam japonskih šahovskih velemojstrov
- seznam jugoslovanskih šahovskih velemojstrov
- seznam kanadskih šahovskih velemojstrov
- seznam katarskih šahovskih velemojstrov
- seznam kazahstanskih šahovskih velemojstrov
- seznam kitajskih šahovskih velemojstrov
- seznam kubanskih šahovskih velemojstrov
- seznam latvijskih šahovskih velemojstrov
- seznam litvanskih šahovskih velemojstrov
- seznam madžarskih šahovskih velemojstrov
- seznam makedonskih šahovskih velemojstrov
- seznam moldavskih šahovskih velemojstrov
- seznam mongolskih šahovskih velemojstrov
- seznam nemških šahovskih velemojstrov
- seznam nizozemskih šahovskih velemojstrov
- seznam norveških šahovskih velemojstrov
- seznam poljskih šahovskih velemojstrov
- seznam romunskih šahovskih velemojstrov
- seznam ruskih šahovskih velemojstrov
- seznam slovenskih šahovskih velemojstrov
- seznam srbskih šahovskih velemojstrov
- seznam španskih šahovskih velemojstrov
- seznam švedskih šahovskih velemojstrov
- seznam švicarskih šahovskih velemojstrov
- seznam turkmenskih šahovskih velemojstrov
- seznam turških šahovskih velemojstrov
- seznam ukrajinskih šahovskih velemojstrov
- seznam uzbekistanskih šahovskih velemojstrov